# Russell Van Hout
Russell Van Hout (Adelaida, 15 de juny de 1976) va ser un ciclista australià que fou professional entre 2000 i 2009. Del seu palmarès destaca el Campionat nacional en ruta de 2006.

## Palmarès
- 2002
  - 1r al Canberra Tour
  - Vencedor de 2 etapes al Tour de Tasmània
- 2003
  - Vencedor d'una etapa a la Volta a Grècia
  - Vencedor d'una etapa a la Ronde van Midden-Brabant
- 2006
  -  Campió d'Austràlia en ruta
  - Vencedor d'una etapa al Tour Down Under

### Resultats al Giro d'Itàlia
- 2004. 134è de la classificació general
- 2005. 153è de la classificació general